# Nir Jicchak
Nir Jicchak (hebr.: ניר יצחק) – kibuc położony w samorządzie regionu Eszkol, w Dystrykcie Południowym, w Izraelu.
Leży w zachodniej części pustyni Negew, w pobliżu Strefy Gazy.
Członek Ruchu Kibuców (Ha-Tenu’a ha-Kibbucit).

## Historia
Kibuc został założony 8 grudnia 1949. Został nazwany na cześć jednego z dowódców Palmach, Jicchaka Sadego.

## Gospodarka
Gospodarka kibucu opiera się na intensywnym rolnictwie.